# Венгерско-германские отношения

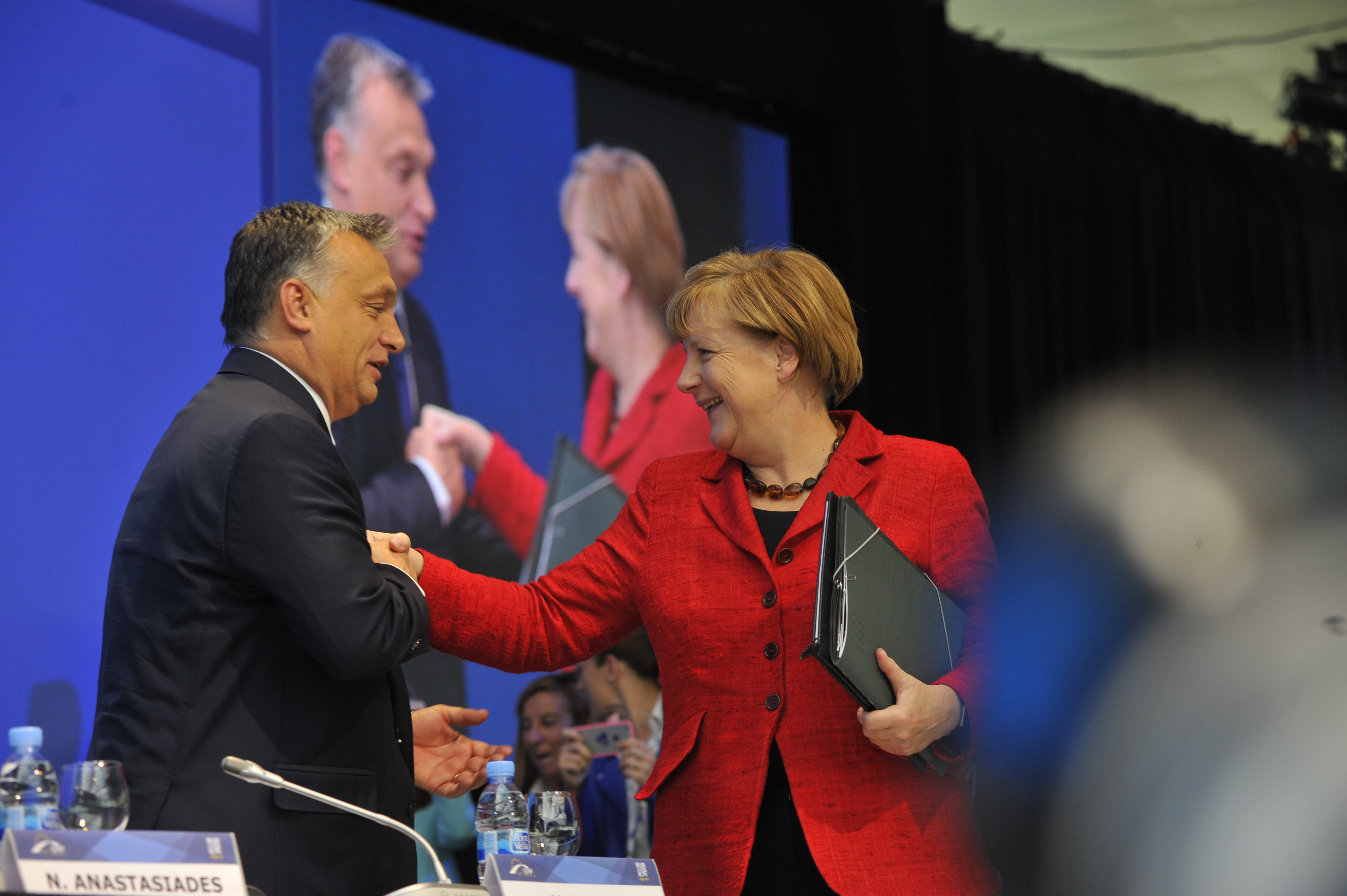
Ангела Меркель и Виктор Орбан

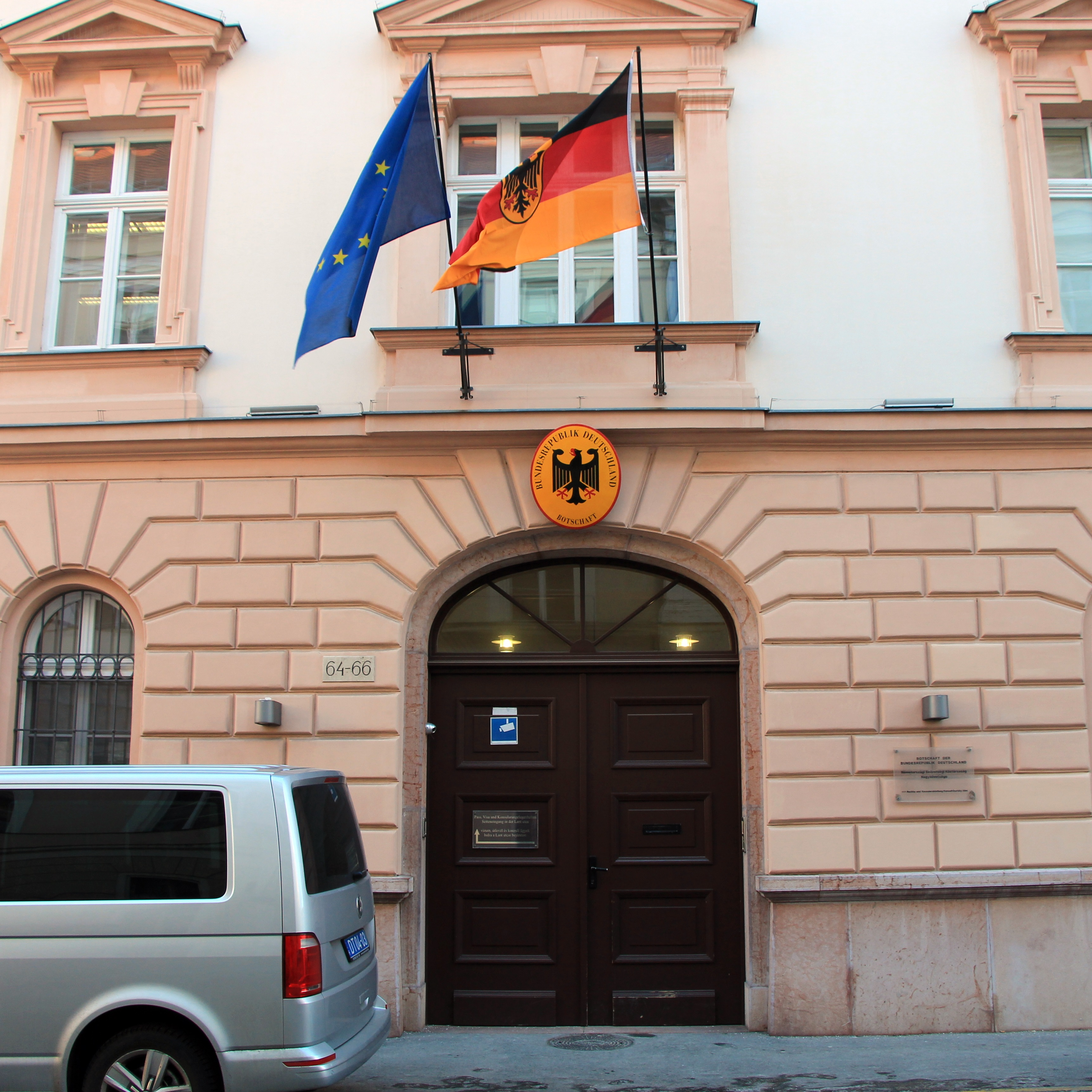
Посольство Германии в Венгрии, январь 2017 года

Венгерско-германские отношения — двусторонние дипломатические отношения между Венгрией и Германией, членами Европейского союза и НАТО. Обе страны имеют длительную общую историю.
Посольство Германии находится в Будапеште, посольство Венгрии — в Берлине. Также у Венгрии есть два генеральных консульства (в Дюссельдорфе и Мюнхене) и девять почётных консульств (Бремерхафен, Эрфурт, Гамбург, Нюрнберг, Шверин, Дрезден, Эссен, Франкфурт-на-Майне, Штутгарт).
Соглашение между Германией и Венгрией «О дружбе и сотрудничестве в Европе», заключённое 6 февраля 1992 года, является основой сегодняшних двусторонних отношений.
Венгрия установила важную веху для будущих двусторонних отношений в сентябре 1989 года, когда она открыла свою границу с Австрией для беженцев из Восточной Германии, тем самым внося особый вклад в объединение Германии и политические преобразования в Центральной и Восточной Европе.
Вечером 10 сентября 1989 года Венгерское телевидение передало, что Правительство Венгрии решило открыть эту границу в полночь.
За три недели до этого прошёл Панъевропейский пикник на австрийско-венгерской границе недалеко от Шопрона; около 660 граждан Восточной Германии воспользовались возможностью перейти железный занавес. 25 августа 1989 года премьер-министр Венгрии Миклош Немет и министр иностранных дел Дьюла Хорн тайно посетили канцлера Германии Гельмута Коля и министра иностранных дел Геншера.

## История

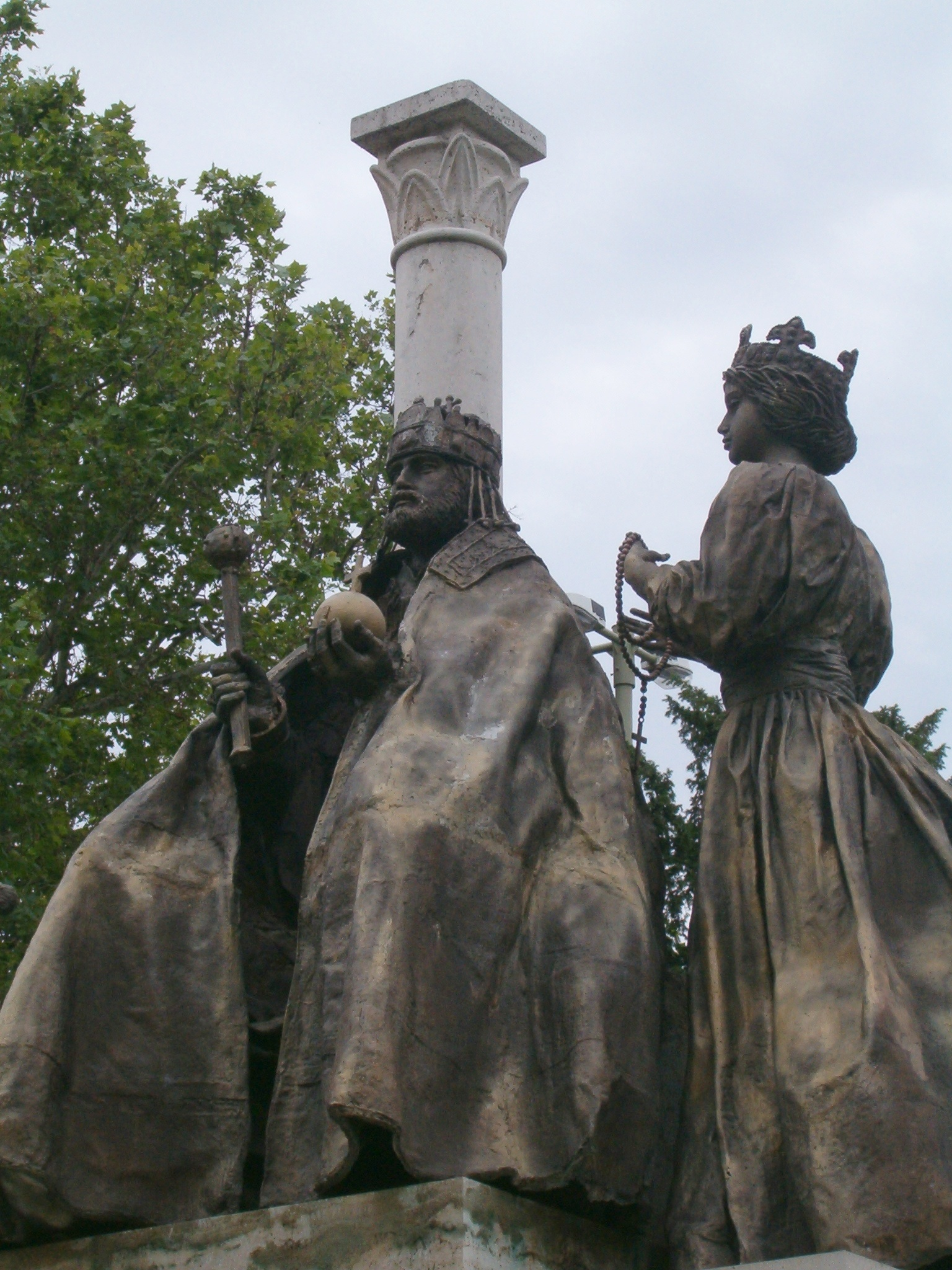
Иштван I Святой и Гизела Баварская (Сегед, Венгрия)

Арнульф I Баварский поддерживал союз с венграми до своей смерти в 899 году.
Во время своих походов после завоевания Карпатского бассейна венгры не останавливались ни у реки Моравы, ни у западной границы Паннонии, а глубоко проникли на территорию Баварии до реки Энс.
4 июля 907 года в битве при Прессбурге баварская армия потерпела поражение от венгров.
Битва при Лехфельде (10 августа 955 года) была решающей победой Отто I Великого, короля Германии, над венгерскими лидерами. Поражение фактически положило конец набегам мадьяр на Запад.
Опасаясь войны на истребление, Геза Венгерский (972—997) заверил Отто II, что венгры прекратили свои набеги, и попросил его прислать миссионеров.
Отто исполнил просьбу, и в 975 году Геза и несколько его родственников были крещены в Римско-католической церкви.
Геза использовал немецких рыцарей и своё положение главы крупнейшего клана венгров, чтобы восстановить сильную центральную власть над другими кланами.
Связи Венгрии с Западом укрепились в 996 году, когда сын Гезы, Иштван I из Венгрии женился на принцессе Гизель Баварской, сестре императора Генриха II.
Накануне Первой мировой войны мюнхенский археолог обнаружил её могилу в церкви монастыря Нидернбург, который с тех пор стал местом паломничества венгерских верующих.
Трансильвания была завоёвана и колонизирована секеями и немецкими саксами в одиннадцатом и двенадцатом веках.
В 1241-42 годах монголы превратили города и сёла Венгрии в пепел и вырезали половину населения.
Бела IV вновь заселил страну волной иммигрантов, превратив королевские замки в города, заселив их немцами, итальянцами и евреями.
Венгерские короли стремились поселить немцев на необитаемых территориях страны.
Сигизмунд, был с 1387 по 1437 год также королём Венгрии. Хотя экономика Венгрии продолжала процветать, расходы Сигизмунда превышали его доходы.
Социальные беспорядки вспыхнули в конце правления Сигизмунда в результате более высоких налогов.
Первое крестьянское восстание в Венгрии было быстро подавлено, но оно побудило венгерскую и немецкую знать Трансильвании к созданию Союза трёх наций, который был попыткой защитить свои привилегии от любой силы, кроме власти короля.
В XVIII веке при Карле VI и Марии Терезии Венгрия переживала экономический спад. Столетия османской оккупации, восстания и войны резко сократили население Венгрии, и большая часть южной части страны была почти безлюдной. Возникла нехватка рабочей силы, и Габсбурги призвали среди прочего немецких крестьян в Венгрию.
В XIX веке поражение Австро-Венгрии от Пруссии было прелюдией к объединению Германской империи в 1871 году.
Во время Первой мировой войны обе страны были тесно связаны как Центральные державы, а во время Второй мировой войны Австрия была провинцией Германии.
Решение Венгрии в 1989 году открыть свои границы с Австрией, чтобы помочь беженцам из Восточной Германии бежать в Западную Германию, стало ключевым фактором в подготовке к воссоединению Германии.

## Экономика

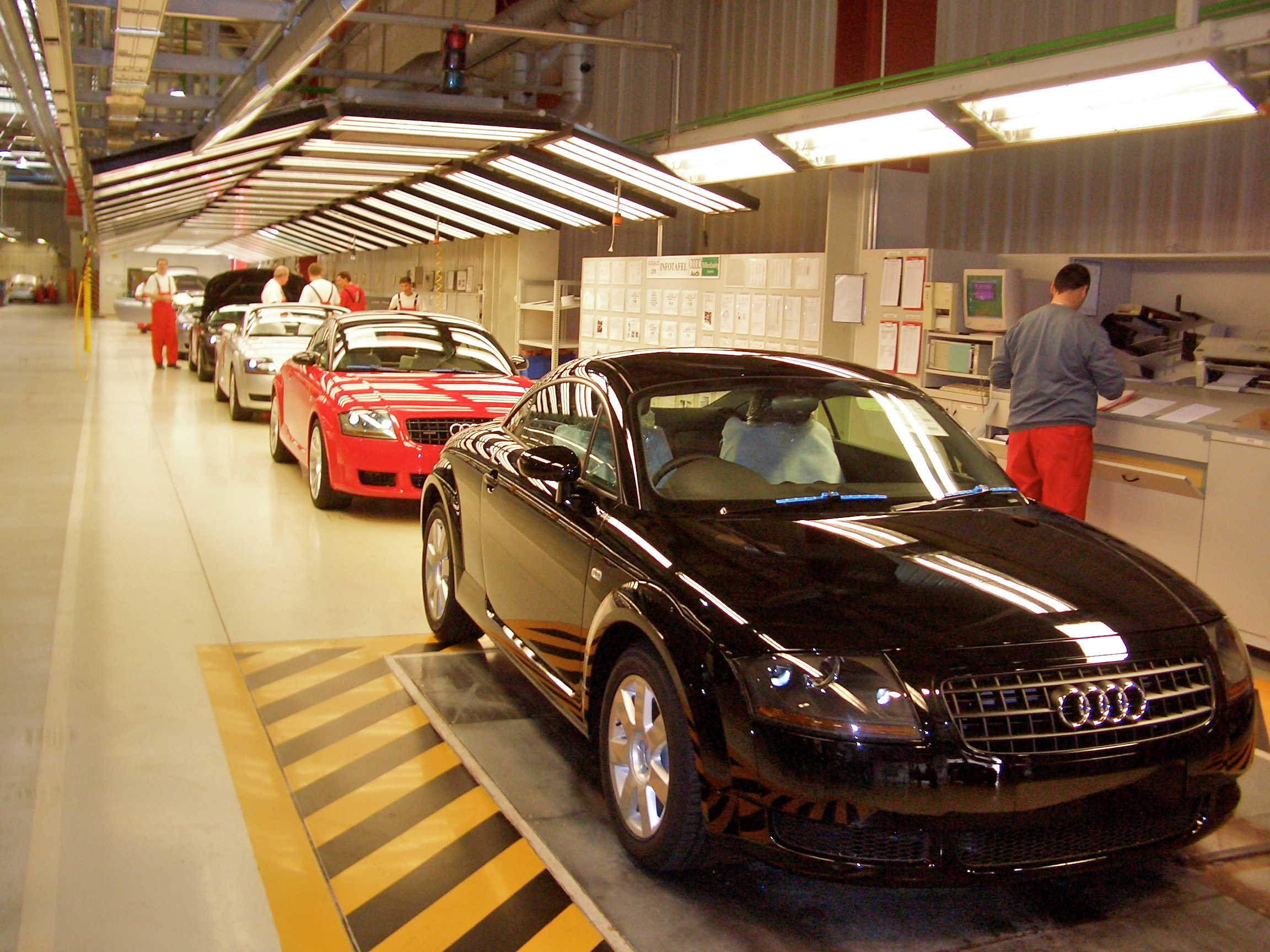
Контроль качества на заводе Audi в Дьёре (2005 год)

Германия является важнейшим внешнеторговым партнёром Венгрии как в качестве покупателя, так и в качестве поставщика.
Германия — одна из стран, с которыми Венгрия имеет положительное сальдо торгового баланса.
Помощь Германии Венгрии в период с 1990 по 1995 год составила 5 миллиардов немецких марок, ссуды и помощь отражали привилегированный режим Венгрии в регионе.
Германия также является ведущим иностранным инвестором в Венгрии: в конце 2005 года на долю немецких компаний приходилось около 28 процентов всех прямых иностранных инвестиций в Венгрии.
Только в 2005 году Германия инвестировала или реинвестировала в Венгрии около 1,2 миллиарда евро.
В Венгрии более 7000 компаний, основанных частично или полностью с немецким капиталом.
Одним из важнейших деловых звеньев является Германо-Венгерская торгово-промышленная палата в Будапеште, представляющая интересы более 900 компаний-членов из обеих стран.
Подавляющее большинство (75 процентов) немецких инвесторов были очень довольны своим участием в Венгрии и готовы инвестировать туда сегодня снова, как показал экономический обзор, проведённый торговой палатой.
Audi построила крупнейший завод по производству двигателей в Европе (третий по величине в мире) в Дьёр, став крупнейшим экспортёром Венгрии с общим объёмом инвестиций более 3300 млн евро до 2007 года.
Сотрудники Audi собирают Audi TT, Audi TT Roadster и A3 Cabriolet в Венгрии.
Завод поставляет двигатели автопроизводителям Volkswagen, Skoda, Seat, а также Lamborghini.
Daimler-Benz инвестирует 800 миллионов евро (1,2 миллиарда долларов) и создаёт до 2 500 рабочих мест на новом сборочном заводе в Кечкемете, с мощностью производства 100 000 компактных автомобилей Mercedes-Benz в год.
С марта 1992 по 1998 год Opel произвёл 80 000 автомобилей Astra и 4 000 автомобилей Vectra в Сентготхарде.
Сегодня завод производит около полумиллиона двигателей и головок блока цилиндров в год.

### Автомобильные исследования
Ведущие производители автомобилей, включая Audi, Bosch, Knorr-Bremse и ThyssenKrupp, открыли центры исследований и разработок в Венгрии:
- Audi — Дьёр: разработка двигателей
- Bosch — Мишкольц: проектирование ручных электронных инструментов
- Bosch — Будапешт: электронные разработки
- Continental Teves — Веспрем: разработка электронных приборов для автомобилей
- DHS Dräxlmaier — Эрд: проектирование автомобильного салона
- EDAG[англ.] — Дьёр: разработка автомобильной части
- Knorr-Bremse — Будапешт: разработка электронной тормозной системы
- Continental Temic — Будапешт: развитие автомобильной электроники
- ThyssenKrupp — Будапешт: разработка электронного рулевого управления
- WET — Pilisszentiván[англ.]: разработка электронной части

## Культура и образование

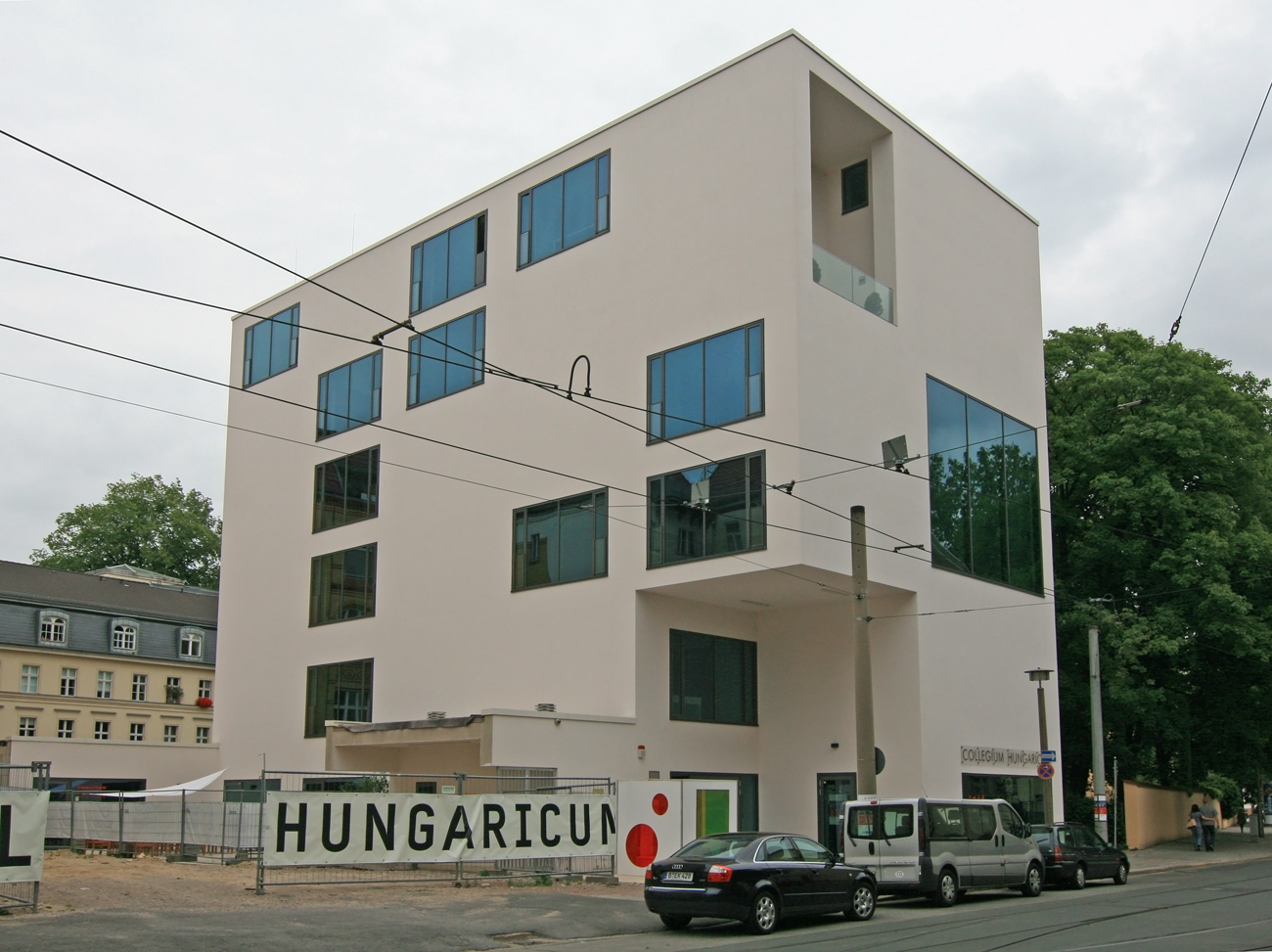
Коллегиум Hungaricum в Берлине

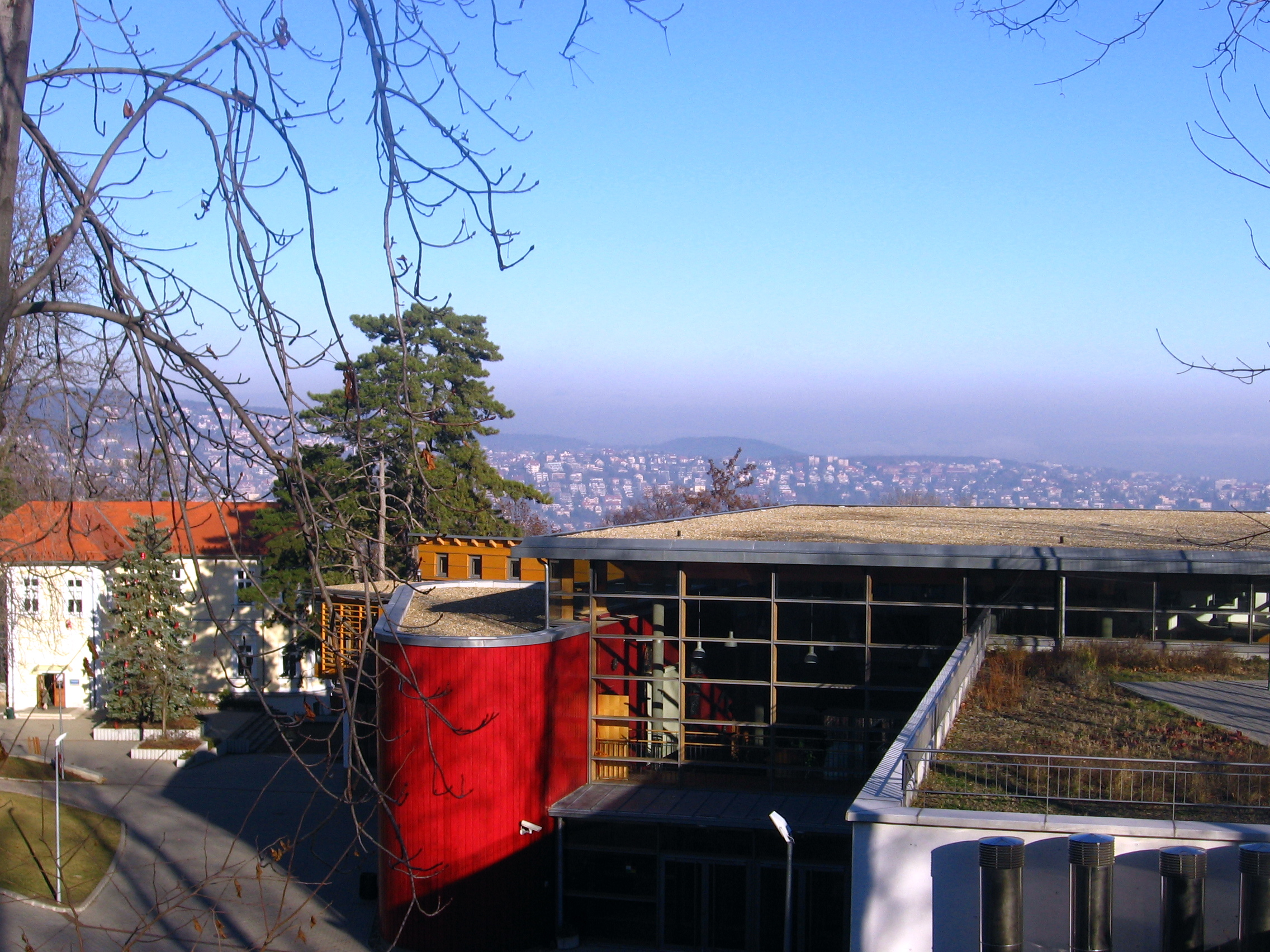
Гимназия Томаса Манна в Будапеште

Германия и Венгрия тесно сотрудничают в сфере культуры и образования.
Целью является продвижение немецкого языка, академические и школьные обмены и культурные мероприятия.
Немецкий язык играет важную роль в образовании и экономике Венгрии.
Институт имени Гёте в Будапеште, отметивший своё 20-летие в 2008 году, предлагает широкий спектр курсов и тесного сотрудничества со школами в Венгрии.
Также существует множество программ, направленных на популяризацию немецкого языка среди немцев Венгрии.
В Будапеште Грамматическая школа Томаса Манна, основанная в 1992 году, является международной школой, которую также посещают венгры.
Немецкий абитур (Abitur) и венгерский вступительный экзамен в университет можно сдать в Ungarndeutsches Bildungszentrum (в Образовательном центре для этнических немцев в Венгрии) в Байя.
Венгерская литература популярна в Германии: наибольшего успеха добились произведения Петера Эстерхази, Петера Надаша, Шандора Мараи, Антала Серба и Имре Кертеса.
Коллегиум Hungaricum в Берлине был основан в 1924 году.
После 1945 года он прекратил свою деятельность и был открыт в 1973 году, под прежним названием с 2000 года.
Каждый год тысячи венгров едут в Германию для обучения и исследовательских обменов.
Немецкая служба академических обменов (DAAD) и Фонд Роберта Боша назначают для них стипендии.
Будапештский университет немецкого языка имени Андраши Дьюлы играет ключевую роль во внешней культурной и образовательной политике Германии в Венгрии.
В Будапеште есть немецкая международная школа, Гимназия Томаса Манна.